# Bildstock (Schneckenhofen)

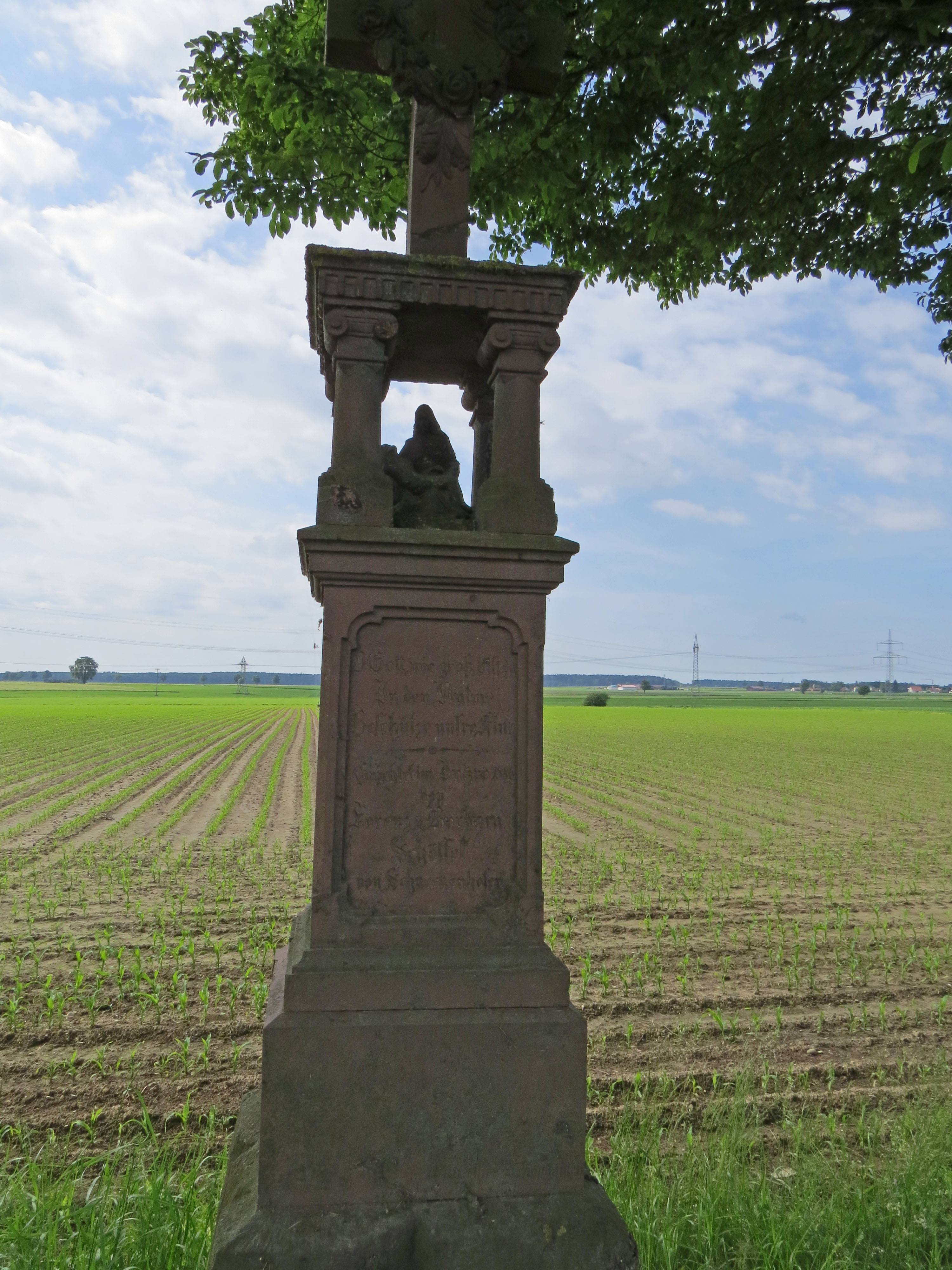
Bildstock in Schneckenhofen

Der Bildstock in Schneckenhofen, einem Ortsteil der Gemeinde Bibertal im schwäbischen Landkreis Günzburg in Bayern, wurde im 19. Jahrhundert errichtet. Der Bildstock an der Straße nach Kissendorf ist ein geschütztes Baudenkmal.
Er besteht aus einem rechteckigen Sockel mit Inschrift. Darüber bilden vier Säulen mit Abdeckung eine Nische, in der eine Skulptur einer Pietà steht. Der Bildstock wird von einem steinernen Kreuz bekrönt.